# The Onslaught
The Onslaught (engl. für Der Ansturm) ist das Debütalbum der US-amerikanischen Thrash-Metal-Band Lazarus A.D. Es wurde zunächst im Jahre 2007 als Eigenproduktion veröffentlicht, bevor es im Jahre 2009 von Metal Blade Records wieder veröffentlicht wurde.

## Entstehung
Die Basis für das Debütalbum wurde mit dem im Jahre 2006 veröffentlichten Demo gelegt, welches die Lieder „Last Breath“, „Revolution“ und „Rebirth“ enthielt. Im Januar 2007 nahm die Band in Eigenregie das Album in dem Studio Bell City Sound in Racine auf. Aufgenommen wurde das Album vom Produzenten Chris Djuricic. Das mischen und Mastering übernahm James Murphy.
Ursprünglich sollte das Debütalbum den Namen The Onslaught – Revolution, Part I oder The Onslaught – Rebirth, Part II heißen. Auf Anraten von James Murphy entschied sich die Band mit The Onslaught für einen griffigeren Namen.
Nachdem die Band im Jahre 2008 von Metal Blade Records unter Vertrag genommen wurde, mischte Murphy das Album noch einmal neu ab. Außerdem wurde das Albencover geändert, bevor das Werk im Frühjahr 2009 erneut veröffentlicht wurde. Für die Lieder „Absolute Power“, „Revolution“ und „Rebirth“ wurden Musikvideos gedreht.

## Titelliste
1. Last Breath – 4:39
2. Thou Shall Not Fear – 4:36
3. Damnation for the Weak – 4:22
4. Absolute Power – 4:26
5. Revolution – 5:04
6. Rebirth – 4:05
7. Lust – 4:34
8. Forged in Blood – 3:51
9. Every Word Unheard – 3:34
10. Who I Really Am – 4:04

## Rezeption
The Onslaught erhielt von Seiten der Fachpresse gute bis hervorragende Kritiken. Laut Ronny Bittner vom Rock Hard enthält das Album „knackige Arrangements, ausgefeilte Soli, gepaart mit intelligenten und zugleich brutalen Riffs und Energie“. Bittner vergab 8,5 von zehn Punkten. Jan Fleckhaus vom Metal Hammer beschrieb The Onslaught als ein Album „mit Killer-Riffs und eingängigen Song-Strukturen“ und lobte „die Kombination klassischer und moderner Thrash-Elemente mit einer zeitgemäß fetten Produktion“. Fleckhaus gab dem Album sechs von sieben Punkte.